# Broken Arrow (álbum de Neil Young)
Broken Arrow —en español: Flecha rota—  es el vigésimo cuarto álbum de estudio del músico canadiense Neil Young, publicado por la compañía discográfica Reprise Records en julio de 1996.
El álbum, el séptimo de estudio con el respaldo del grupo Crazy Horse, incluye tres canciones estructuradas como extensas improvisaciones musicales que evocan el estilo de colaboraciones anteriores como Everybody Knows This Is Nowhere, Zuma y Ragged Glory. Además, incluye una versión del tema de Jimmy Reed "Baby What You Want Me To Do", grabado en un concierto privado en California con un único micrófono.
Un tema extra, "Interstate", descarte de las sesiones de grabación de Ragged Glory, fue incluido en la versión en vinilo del álbum y como cara B del sencillo "Big Time". Broken Arrow fue el último trabajo de Young con Crazy Horse en cuatro años, hasta la grabación de Greendale, así como el último de una larga lista de trabajos basados en la música rock desde el lanzamiento de Freedom. Tras salir de gira con el grupo, Young centró su actividad musical en otras facetas artísticas: colaboró nuevamente con Crosby, Stills & Nash en 1999 y publicó Silver & Gold, un álbum de marcado carácter folk.

## Recepción
Tras su publicación, Broken Arrow obtuvo en general críticas mixtas de la prensa musical, que lo consideró un disco menor en comparación con trabajos anteriores como Ragged Glory o Sleeps with Angels. Stephen Thomas Erlewine de Allmusic escribió: «El álbum flota entre canción y canción, con las guitarras ahogando el sonido de la voz de Young. Hay algunas canciones buenas enterradas entre largas improvisaciones, pero el álbum no tiene dirección, y la falta de dirección no logra desarrollar un tono emocional consistente». Piero Scarruffi comentó: «Broken Arrow es básicamente una versión más convencional de Dead Man: cada canción es una pieza ambiental que vaga por un universo psicológico. Young reafirma su liderazgo sobre nuevas generaciones. La mitad del álbum es una pieza maestra: "Big Time", "Slip Away" y "Loose Change". La otra mitad es básicamente un EP de descartes de un programa mucho menos ambicioso, siendo "Changing Highways" la más satisfactoria de ellas».
A nivel comercial, Broken Arrow también obtuvo un éxito inferior a trabajos anteriores con Crazy Horse. Alcanzó el puesto 31 en la lista estadounidense Billboard 200, mientras que en Canadá y el Reino Unido llegó a los puestos 17 y 26 respectivamente. En algunos países europeos como Noruega y Finlandia obtuvo mejores resultados, alcanzando los puestos 9 y 12 respectivamente en las listas de discos más vendidos.

## Lista de canciones
Todas las canciones escritas y compuestas por Neil Young excepto donde se anota. 
| N.º | Título                                         | Escritor(es) | Duración |  |
| 1.  | «Big Time»                                     |              | 7:24     |  |
| 2.  | «Loose Change»                                 |              | 9:10     |  |
| 3.  | «Slip Away»                                    |              | 8:36     |  |
| 4.  | «Changing Highways»                            |              | 2:28     |  |
| 5.  | «Scattered (Let's Think About Livin')»         |              | 4:13     |  |
| 6.  | «This Town»                                    |              | 2:59     |  |
| 7.  | «Music Arcade»                                 |              | 3:59     |  |
| 8.  | «Baby What You Want Me To Do»                  | Jimmy Reed   | 8:08     |  |
| 9.  | «Interstate» (Tema extra en edición en vinilo) |              | 6:24     |  |

## Personal
Músicos
- Neil Young: guitarra eléctrica y acústica, piano, armónica y voz.
- Crazy Horse:
  - Frank "Poncho" Sampedro: guitarra eléctrica y coros.
  - Billy Talbot: bajo, pandereta y coros.
  - Ralph Molina: batería, percusión y coros.

## Posición en listas
| País              | Lista                      | Posición |
| ----------------- | -------------------------- | -------- |
| Alemania          | Media Control Top-50 Chart | 13       |
| Australia         | ARIA Albums Chart          | 43       |
| Austria           | Ö3 Austria Top 40          | 25       |
| Bélgica (Flandes) | Ultratop 200 Albums        | 13       |
| Bélgica (Valonia) | Ultratop 200 Albums        | 21       |
| Canadá            | Canadian Albums Chart      | 26       |
| Estados Unidos    | Billboard 200              | 31       |
| Finlandia         | Top 50 Albums              | 12       |
| Francia           | SNEP Albums Chart          | 42       |
| Noruega           | VG-lista Albums Chart      | 9        |
| Reino Unido       | UK Albums Chart            | 17       |
| Países Bajos      | Mega Album Tol 100         | 24       |
| Suecia            | Albums Top 60              | 14       |
| Suiza             | Hit Parade Albums Top 100  | 25       |